# 火凤凰 (游戏)
《火凤凰》是一款于1985年由Jaleco制作和出品的垂直射击游戏。在美国地区由太东授权出品。
游戏的主要内容为玩家控制一架飞机在奇异景象中前进并射击外星物体。飞机有两种火力，无限的慢速双发武器，以及数量有限的快速单发武器。
由于使用了滚动背景，给了玩家一种伪3D的纵深感。